# 伊達宗実 (亘理伊達家)
伊達 宗実（だて むねざね）は、江戸時代前期の陸奥国仙台藩一門第二席・亘理伊達家2代当主。

## 生涯
慶長18年（1613年）、仙台藩初代藩主・伊達政宗の九男として仙台にて誕生した。幼名は喝食丸。母は側室の阿茶の局（荘厳院）。
寛永2年（1625年）に元服し、寛永16年（1639年）に跡継ぎのいなかったいとこおじの亘理城主・伊達成実の養子となる。ただし、『伊達世臣家譜』の一族・宮内氏の項では「常清子無く、貞山公の第九男を養いて嗣と為す。これを治部大輔（小字は喝食丸）宗実と称す。宗実後に伊達安房成実の嗣と為る」とあり、成実の養子となる前に宮内常清の養子であったとしている。
寛永21年（1644年）8月、領内総検地（寛永総検地）の結果を受けて知行の再編が行われることになったが、亘理領は成実の推し進めた開発の成果によって、二割出目（1反を360歩から300歩に改定）での計算ながらも、ほぼ倍近くの数字が出たため、亘理伊達家の知行は2000貫ちょうどとされ、余剰分の16か村余を本藩に召し上げられることになった。仙台藩は地方知行制のため、知行の削減は所領の没収を意味し、さらにこの収公予定地に亘理郡内の一部と塩田が含まれていたこともあり、宗実は兄である藩主・忠宗に対して強硬に抗議したが、結局本藩から補償金を下すことを条件に所定の領地を返上した。
正保3年（1646年）2月、成実の隠居に伴い家督を相続する（成実は同年6月に死去）。承応2年（1653年）5月、宗実が荒浜湊にて宴を催していたところに、同地に駐在していた山形藩の足軽が乱入し狼藉に及んだため、宗実の小姓・柴田常氏（彦兵衛、宗実の従弟）に斬られるという騒ぎがあった。山形藩はこの足軽を切腹させたが、喧嘩両成敗として常氏の切腹を要求した。そのため本藩から宗実に常氏を切腹させるよう通達したが、宗実はこの決定を不服とし、理不尽な処分を強行するならば出奔も辞さぬと頑として譲らなかった。しかし6月15日、主君に累が及ぶことを恐れた常氏とその父・常弘（宗実の叔父、生母・荘厳院の弟で宗実の後見役）の両名が切腹したため事件は決着した。
寛文5年（1665年）6月5日死去。享年53。嫡男の宗成が家督を相続した。

## 人物
- 宗実は剛力で武芸に優れており、その中でも兄・忠宗に習った銃術を最も得意とした。また水泳も得意としたと伝わっている。

## 系譜
- 父：伊達政宗（1567年 - 1636年）
- 母：荘厳院（? - 1644年） - 側室。宏（弘）、阿茶の局、柴田信恒の娘
- 養父：伊達成実（1568年 - 1646年）
- 正室：月川院 - 白河義綱の娘 
  - 長男：伊達宗成（1636年 - 1670年） - 3代当主
- 生母不明の子女
  - 次男：中島宗常 - 中島宗信の養子
  - 長女：伊達宗規継室
- 側室：長寿院
  - 三男：伊東重定 - 伊東重門の養子

```
　　　　　　　　　　　　　　　　　　　　　　　┏柴田常元
　　　　　　　　　　　　　　　　　┏柴田常弘━┫
　　　　　　　　　　　　柴田信恒━┫　　　　　┗柴田常氏
　　　　　　　　　　　　　　　　　┗荘厳院
　　　　　　　　　　　　　　　　　　　┣━━━━伊達宗実
　　　　　　　　　　　┏伊達輝宗━━伊達政宗
伊達稙宗━┳伊達晴宗━┫　　　　　　　　　　　　　
　　　　　┃　　　　　┗女子
　　　　　┃　　　　　　　┣━━━━伊達成実
　　　　　┗━━━━━━伊達実元

```